# Carlos Francisco Chang Marín
Carlos Francisco Chang Marín o Changmarín (Los Leones, Santiago de Veraguas, 26 de febrero de 1922 – Panamá, 5 de diciembre de 2012) fue un folklorista panameño, pintor, músico, periodista, activista y escritor de poesía, ensayos y de literatura infantil panameño.
Sus escritos, los cuales han sido descritos como estar conectados a la voz de las personas, retratan la lucha de clases y la búsqueda de la justicia social de sus compatriotas y de la clase popular del mundo. Su trabajo mezcla usualmente las descripciones del campo Iberoamericano y la belleza de la vida sencilla con un humor inocente y un optimismo con las conclusiones y el tono de la revolución proletaria. Esto hace su trabajo muy popular entre las clases medias intelectuales y las clases trabajadoras, específicamente los campesinos (personas del campo), quienes se identificaron con la personalidad y el lenguaje de Changmarín.  
Políticamente perseguido en el pasado, las contribuciones de Changmarín a la cultura y al folklore panameño, sumadas a su talento reconocido en varios países llevaron instituciones oficiales a reconocerle sus logros. Ha ganado varios premios nacionales (ver abajo Premios). Murió en diciembre del 2012.

## Biografía
Changmarín era el nombre artístico utilizado por Carlos Francisco Chang Marín, el cual surge de la unión de sus apellidos (de su apellido paterno “Chang” y de su apellido materno “Marín”). Expresa su herencia mixta (china y criolla) cuando murió.
Changmarín nació en Santiago de Veraguas, Panamá, siendo el segundo hijo de una unión extramarital entre Carlos Chang, un rico comerciante chino-panameño, y Faustina Marín, una campesina. Creció en medio de la familia de su madre, no pudiendo ser reconocido en público por su padre debido a los valores conservadores del campo panameño en los inicios de 1920. Sin embargo, su padre decidió posteriormente separarlo de su madre cuando él todavía era un niño y lo llevó a vivir con una tía paterna. Su tía era brutalmente abusiva, lo trataba prácticamente como un esclavo, y constantemente lo humillaba por su herencia mixta y por la clase social de su madre. Su padre, aunque no participaba del abuso, no lo protegió de eso e incluso defendió este comportamiento en algunos casos.  
No se sabe cuándo Changmarín abandonó la casa de su tía, pero se trasladó a la Ciudad de Panamá, en donde realizó una serie de trabajos eventuales. Uno de estos empleos incluyó trabajar en el Canal de Panamá bajo la supervisión de gerentes de Estados Unidos, en donde él fue testigo de las condiciones injustas y abusivas entre el personal norteamericano y los trabajadores que no eran americanos. Esto se sumó a las experiencias similares que él había vivido mientras vivía con su tía, quien pertenecía al sector más rico de su ciudad natal. Decidió establecer sus visiones de la lucha proletaria y activismo político.
Changmarín regresó a la educación formal en la Escuela Normal Juan Demóstenes Arosemena (fundada en 1938). Contó con la tutela de intelectuales de Suramérica y Europa, la mayoría de ellos eran víctimas del fascismo europeo, que lo ayudaron a consagrar y mejorar sus ideales. También emprendió estudios breves en el Conservatorio Nacional de Música de Panamá, los cuales no completó.
Entre 1940 y 1950, Changmarín trabajó como un maestro en varias provincias, en donde él organizó el movimiento estudiantil en huelgas para denunciar los puntos principales relacionados con los problemas sociales de su país. Esto provocó en que fuera despedido de su trabajo.
Durante este período, él fue encarcelado varias veces, pero esto no lo detuvo para continuar trabajando en diferentes trabajos mientras estuvo en prisión. Estima que pasó como cuatro años de su vida detrás de las rejas. Luego de estar adentro y afuera de prisión debido a cargos políticos, Changmarín fue exilado finalmente a Chile en 1968. Mientras vivía allí, estudió pintura en la Universidad de Chile y se involucró activamente en la campaña presidencial de Salvador Allende.
Una vez que se le permitió regresar a Panamá, Changmarín se estableció en diversos roles de liderazgo y organizacionales dentro del movimiento comunista. Continuamente trabajó en sus actividades artísticas para entregar mensajes sociales y culturales. Durante este período resultó que él fue reconocido nacionalmente como una de las personas responsables en la lucha entre el Canal de Panamá en contra de los Estados Unidos. Esta lucha terminó en que los Estados Unidos devolvieron el control operacional a la Zona del Canal, que era prohibida para los panameños.
Hasta su muerte por cáncer estomacal, Changmarín vivió en su ciudad natal de Santiago de Veraguas con su compañera, Eneida Romero. Él continuó escribiendo, pintando y participando con comentarios políticos y ecológicos y sobre activismo. La pareja tuvo cinco niños, y cuatro de ellos aún viven. Además, es bien conocido que Changmarín tenía una pasión por la naturaleza en general, con una predilección por las orquídeas.

## Literatura
Como uno de los principales escritores panameños, su trabajo sobre literatura es prolífico. Durante su carrera, Changmarín ha abordado diferentes géneros y estilos:

### Poesía
Changmarín empezó a escribir poesía cuando estuvo en la escuela secundaria (Escuela Normal Juan Demóstenes Arosemena), entrenado en la primera etapa de su vida artística por maestros suramericanos y europeos, estos últimos eran principalmente víctimas del Franquismo español fascista. Estando todavía en el colegio, recibió una mención honorífica por su participación en los premios nacionales Ricardo Miró de 1942 por la presentación del libro de poesía titulado Punto e´llanto.
En esta etapa, su trabajo fue considerado para formar parte de los autores iberoamericanos pos vanguardistas se la Segunda Guerra Mundial, de acuerdo con varios académicos. Estando bajo la influencia vanguardista, su poesía desarrolló un tono de desesperación con un intento revolucionario muy obvio.
Dimas L. Pitty, en su libro Letra Viva, describe el trabajo de Changmarín como una creación donde “el arte no es la realidad, pero la reflexión de la realidad es una imagen artística, marcada por el subjetivismo y los puntos de vista ideológicos del autor; eso es también su ficción".
Como escritor, la poesía es básicamente la principal herramienta de expresión de Changmarín. Una vez establecido como un poeta consagrado, alcanzó su mejor momento con la creación de su libro de poesía titulado Poemas Corporales, el cual fue galardonado con el premio nacional Ricardo Miró en 1955. Con su trabajo, Changmarín se mostró como un poeta completo que logró un gran control sobre la forma literaria. En la medida de lo posible, Changmarín deja por fuera que se reflejen las tendencias en el tiempo. Esta claridad sirve como un método para entregar los mensajes sociales y políticos, que como muchos de sus trabajos son esenciales.

### Cuentos Cortos
Las colecciones de cuentos cortos de Chang Marín son bastante numerosas y tratan sobre varios temas y alcances. Trata de recrear los cuentos y la atmósfera de campo para exponer los problemas concernientes a la propiedad de tierras que sufrían las personas del campo. El latifundio todavía es muy común en Iberoamérica. Está aprobado por el gobierno, por religiosos y por los responsables de la política de derechas (quienes generalmente representan los sectores ricos de la sociedad) y corporaciones transnacionales. 
Como muchos de sus trabajos, los cuentos cortos son de carácter eminentemente político, describiendo y retratando eventos históricos, como se refleja en su compendio Noche Buena Mala. Aquí, las historias se refieren a los eventos de la invasión militar de Panamá por los Estados Unidos de 1989 (20 de diciembre de 1989). 
Cuando no se utilicen como una forma para entregar y exponer paradigmas políticos, históricos y eco-humanísticos, sus cuentos cortos han sido descritos para ser altamente emocionales y profundamente radicales en su forma. Un ejemplo de esto es su trabajo Seis Madres, posiblemente el más investigado y analizado en su género. Ha sido descrito como escrito por ráfagas de intensas emociones; una anti-historia, y como el primer cuento corto panameño que podría ser usado para formular una teoría con relación al proceso de escritura creativa.

### Novelas
Chang Marín ha publicado tres novelas. Él escribió principalmente con un estilo históricamente narrativo, el cual ha sido alabado por los críticos por su atención al detalle en la descripción del marco físico (flora, fauna, geografía), así como el marco cultural-
Su última novela, dirigida principalmente a lectores jóvenes, Las Gracias y las Desgracias de Chico Perico (2005), tenía un enfoque más autobiográfico.

### Literatura Infantil
Habiendo publicado varios libros dedicados a alcanzar la juventud, Changmarín trata de entregar sus mensajes sociales para lograr promover las sensibilidades humanas y la conciencia a todas las edades. A través de la literatura infantil, toma ventaja de su formación pedagógica mediante un conocimiento profundo del arte popular y sencillo y del lenguaje.
Utilizando ilustraciones atractivas (dibujadas a mano por él) y un formato de capítulos cortos para facilitar el interés de los lectores jóvenes, Changmarín ha publicado en diversos campos, desde poesía hasta libros de historia. Muchos académicos consideran sus trabajos de literatura infantil como una expresión de su lado tierno sin perder el mensaje, y ubican muchos de sus trabajos en esta área como joyas de la literatura panameña.
Parte de su creación en este campo está inspirado por su propia experiencia de niño y por interacción constante con sus propios nietos y biznietos, a quienes la mayoría de sus libros han sido dedicados.
En este campo están altamente reconocidos los poemas Las Tonadas y Los Cuentos de la Cigarra (1975) y La Muñeca de Tusa (2001) y las novelas El Cholito que llegó a General (1978) y Las Gracias y las Desgracias de Chico Perico (2005).

### Ensayos
Los trabajos de Changmarín en el campo de ensayos se concentran en las áreas folklóricas, artísticas, históricas y políticas. Muchos de sus ensayos han sido publicados en revistas y periódicos internacionales.
La mayoría de sus ensayos políticos abordan las relaciones entre la política de Estados Unidos de América hacia el Canal de Panamá y Panamá en general, así como sus modelos económicos y el impacto que éstos tienen en la región.
Como un fuerte proponente del socialismo, las conclusiones de Changmarín reflejan un punto de vista crítico de las políticas actuales internacionales de los Estados Unidos y de otros países pro-globalización y organizaciones como la Organización Mundial del Comercio, Fondo Monetario Internacional y el Banco Mundial.

### Periodismo
Como periodista, Changmarín tiene una larga trayectoria contribuyendo con comentarios y opiniones, apareciendo en varios diarios panameños e internacionales, especialmente, el periódico cubano, Granma. Se destaca entre otros como (Milciades Amores C, Mario Riera Pinilla, Alejandro Chock Valdés, Gonzalo Castro, René González y Eustolio Darío Him) como un pionero del movimiento de la prensa chica en Panamá con su participación en el periódico El Cholo. 
Por varios años, tuvo su propia columna de periódico, Las Famosas Cartas a Tula (las famosas cartas a mi tía Tula), en uno de los periódicos de mayor circulación, La Crítica. Su columna fue popular debido al enfoque humorístico de su columna hacia los problemas contemporarios.
Paralelo a sus contribuciones a los principales medios de comunicación, Changmarín fundó y dirigió el boletín semanal Unidad, una publicación del boletín informativo del Partido Panameño Comunista.

### Música
En el campo de la música, Changmarín ha producido una larga lista de composiciones, tanto en la lírica escrita como en la creación de los arreglos musicales. Una de sus más conocidas creaciones incluye la lírica para Tío Caimán, que se hizo famosa por el grupo chileno Quilapayún. Esta pieca ha sido también grabada en Colombia, Nicaragua, Cuba y Panamá por varios grupos musicales. Esta pieza es cantaada algunas veces por los espectadores de los partidos de fútbol y ejecutada en conciertos de música por toda Iberoamérica. Changmarín es poco conocido como el creador, pero esto es un crédito que él no busca. El canto del feliz cumpleaños panameño, grabado por la orquesta DEXA dirigida por Edgardo Quintero, es también una de sus creaciones y es considerado una contribución única a la cultura e identidad panameña.
Otra de sus grabaciones es Alma Panameña, la cual fue producida como parte de los programas de desarrollo cultural de la Unión Europea y PROAPEMEP.

### Décima
Changmarín es ampliamente reconocido como el compositor de décima en Panamá. Su interés en este campo está relacionado con su investigación sobre folklore y ha promovido el reconocimiento de esta forma de expresión de las personas del campo por más de medio siglo. Como el principal coordinador de las delegaciones de Veraguas en el Festival Nacional de la Mejorana (desde 1950), 
Changmarín es el único compositor panameño de décima que ha publicado tres libros que tratan con la composición de la décima así como las recopilaciones de décimas. Los libros Socabón, Décimas Populares para cantar (1995) han servido como referencias e inspiración para las generaciones de intérpretes de décimas.

## Activismo

### Político
El activismo político de Changmarín alcanzó un importante momento de su vida con la fundación del Partido Comunista Panameño (Partido del Pueblo) en 1950. Desde que el comunismo fue prohibido por la Ley Panameña, esta iniciativa fue forzada a conducirse secretamente. El gobierno panameño reaccionó al descontento crediente y a la creciente represión de la organización comunista en el campo, llegando a los extremos de perpetrar asesinatos y desapariciones.
Changmarín utilizó sus escritos como su mejor arma para protestar. Por años, utilizó décimas políticamente cargadas para educar a las personas sobre la identidad y la lucha inminente. "Que se vayan del Canal" y "Quiero Sembrar un Maíz" fueron los cantos de las protestas en contra del constante abuso de los Estados Unidos.  
Su forma de escribir clara y directa sirvió como una herramienta para las constantes luchas y las protestas que tomaron lugar en Iberoamérica durante los años 70 y 80. La décima, teniendo un efecto casi poeta como una expresión artística y Changmarín que había dominado la forma, logró unirla con los ecos sociales angustiosos de los desposeídos y los sentimientos nacionalistas de las personas para "aromatizar una protesta en cada puño y una marcha en cada paso".

### Ecológico
Changmarín fue un enérgico proponente de una forma de vida respetuosa del medio ambiente y crítico del mercado y de la industrialización orientada al consumidor. Teniendo una fuerte conexión emocional con el ambiente del campo, participa activamente en los comentarios de los programas de radio sobre el tema.  
Además, expresó una relación integrada entre la culture y la naturaleza rechazando el concepto de progreso del Oeste industrial, en vez promovió la filosofía de la vida sencilla. Aunque nunca apoyó abiertamente el  Anarco-Primitivismo, existen claras correlaciones entre sus puntos de vista y el movimiento.

## Obras
Poesía
Romance de la Niña Perdida
Punto ‘e llanto (1942)
Poemas Corporales (1956)
Socabón. Décimas para Cantar (1959)
Los Versos del Pueblo. Décimas (1972)
Versos para Entrar a la Zona del Canal (1972)
Crónica de Siete Nombres Memorables (1980)
El Gallo de las Horas (1993)
Cantadera – 130 Décimas para Cantar (1995)

### Cuentos cortos
- Faragual y otros cuentos (1960)
- La Mansión de la Bruma, Cuentos de la cárcel. Publicada en ruso (1965)
- Nochebuena Mala (1995)
- Las Mentiras Encantadas (1997)
- Cuentos para Matar el Estrés (2002)

### Novela
- El Guerrillero Transparente (1982)
- En ese Pueblo no matan a nadie. Editorial ENE (1992)

### Literatura Infantil
- Versos de Muchachita; poesía (1974)
- Las Tonadas y los Cuentos de la Cigarra; poesía (1975)
- El Cholito que Llegó a General; novela (1978)
- Las Tonadas y los Cuentos de la Cigarra; poesía (1993)
- La Muñeca de Tusa; poesía (2001)
- Muñeca de Tusa; poesía (2003)
- Las Gracias y las Desgracias de Chico Perico; novela (2005)

### Ensayos
- Base Social de la Décima en Panamá (1965)
- Algunas Áreas Folclóricas de Veraguas (1975)
- Panamá  1903-1970 (1979)
- Victoriano Lorenzo, Primera Víctima del Canal Norteamericano (1980)
- Vigencia de la Décima en Panamá, en Itinerario de una
- Nación 1903-2003 (2003)

### Discografía
- Tío Caimán
- El Cumpleaños Panameño
- Alma Panameña

## Premios
Premio Nacional Ricardo Miró
- 1942: Mención de Honor: Punto ‘e Llanto (poesía)
- 1956: Segundo lugar: Poemas Corporales (poesía)
- 1959: Segundo lugar: Faragual (cuento corto)
- 1981: Primer Premio: El Guerrillero Transparente (novela)

### Otros premios
- 1976: Premio especial del Centro de Trabajadores Cubanos Premio Rubén Martínez Villena (categoría poesía).
- 1998: Premio Dora Zárate por contribución promoviendo la identidad nacional y la cultura.
- 2002: Premio Ester María Osses del Instituto Nacional de Cultura, Panamá (categoría literatura infantil).
- 2002: Premio Universidad 2002 de la Universidad de Panamá.
- 2002: Mención de Honor de la Asociación Nacional de Poetas de la Décima, Panamá.
- 2003: Premio Trabajo y Esfuerzo y reconocimiento in the comunidad chino-panameña, de la Asociación China de Mujeres Profesionales, Panamá.
- 2003: Reconocimiento del Concejo Municipal de Santiago de Veraguas.
- 2004: Medalla y reconocimiento del Concejo de Estado de la República de Cuba.
- 2006: Orden Omar Torrijos Herrera del gobierno panameño.
- 2006: Medalla Rogelio Sinán del Consejo Nacional de Escritores y Escritoras de Panamá.

En adición a estos premios, se han nombrado varias bibliotecas públicas y privadas con el nombre de Changmarín.